# サン・カシャーノ・デイ・バーニ
サン・カシャーノ・デイ・バーニ (伊: San Casciano dei Bagni) は、イタリア共和国トスカーナ州シエーナ県にある、人口約1,500人の基礎自治体（コムーネ）。

## 地理

### 位置・広がり

#### 隣接コムーネ
隣接するコムーネは以下の通り。 括弧内のVTはヴィテルボ県、TRはテルニ県、PGはペルージャ県所属を示す。
- アッバディーア・サン・サルヴァトーレ
- アックアペンデンテ (VT)
- アッレローナ (TR)
- チェトーナ
- チッタ・デッラ・ピエーヴェ (PG)
- ファブロ (TR)
- ピアンカスタニャーイオ
- プロチェーノ (VT)
- ラディコーファニ
- サルテアーノ

### 気候分類・地震分類
サン・カシャーノ・デイ・バーニにおけるイタリアの気候分類 (it) および度日は、zona E, 2333 GGである。
また、イタリアの地震リスク階級 (it) では、zona 2 (sismicità media) に分類される。

## 文化・観光
「イタリアの最も美しい村」クラブ加盟コムーネである。